# Margaret Atwood
Margaret Eleanor Atwood OC, OrdOnt, SRC  (Ottawa, 18 de novembro de 1939) é uma escritora canadense, romancista, poetisa, contista, ensaísta e crítica literária internacionalmente reconhecida, tendo recebido inúmeros prêmios literários importantes. Foi agraciada com a Ordem do Canadá, a mais alta distinção em seu país. Em 2001, Atwood foi incluída na  Canada's Walk of Fame de Toronto. Muitos dos seus poemas foram inspirados por contos de fadas europeus e pela mitologia euro-asiática.
Desde 1976, é membro fundador do Writers' Trust of Canada, uma organização não governamental que atua em apoio à comunidade de escritores canadenses ou que residem no país.

## Infância
Nascida em 18 de novembro de 1939 na cidade de Ottawa, na província de Ontário, no centro-leste do Canadá, Margaret Atwood é a segunda dos três filhos de Margaret Dorothy Killam-Atwood, uma nutricionista irlando-canandense do interior da ilha de Nova Escócia e de Carl Edmund Atwood, um entomologista de Ontário. Graças às pesquisas de seu pai sobre a entomologia das florestas, Atwood passou muito tempo de sua infância próxima às florestas do Norte do Quebec, viajando entre Ottawa, Sault Ste. Marie, e Toronto. Ela só foi à escola em tempo integral quando estava na oitava série. Tornou-se uma leitora voraz de literatura, de livros de mistério, de contos de fada dos Irmãos Grimm e de histórias em quadrinhos. Frequentou o Colégio Leaside High School, em Leaside, Toronto, e formou-se em 1957. Atwood começou a escrever com seis anos.

## Educação
Margaret Atwood decidiu que gostaria de escrever profissionalmente quando tinha 16 anos. Em 1957, ela começou a estudar no Victoria College, na Universidade de Toronto, época em que publicou poemas e artigos no Acta Victoriana, o jornal literário da faculdade. Jay Macpherson e Northrop Frye foram seus professores. Graduou-se em 1961 no Bacharelado em Artes e Inglês (com honras), mas estudou também filosofia e francês.
Após ter ganhado a Medalha E.J. Pratt, em 1961, por seu livro de poemas Double Persephone, Atwood começou a estudar no Radcliffe College de Harvard com a bolsa de estudos Woodrow Wilson. Tornou-se mestra pela Radcliffe em 1962 e continuou os estudos de pós-graduação na Universidade de Harvard por dois anos, mas não terminou a dissertação, “The English Metaphysical Romance" ("O Romance Metafísico Inglês"). Lecionou língua e literatura inglesas na Universidade de British Columbia (1965), Universidade Sir George Williams, em Montreal (1967–68), Universidade de Alberta (1969–70), Universidade York, em Toronto (1971–72), entre outras.
Em junho de 2011, Atwood recebeu um diploma honorário de Doutora em Literatura (honoris causa) da Universidade Nacional da Irlanda, Galway. Em 16 de novembro de 2012, ela recebeu um diploma honorário do Royal Military College of Canada. Ela também possui diplomas honorários de várias outras universidade canadenses, assim como da Universidade de Oxford, da Universidade de Cambridge e da Sorbonne.

## Margaret Atwood e a Ficção Científica
The Handmaid's Tale recebeu o primeiro Prêmio Arthur C. Clarke Award em 1987. Também foi nomeado ao Nebula Award de 1986 e ao Prometheus Award de 1987, ambos prêmios de ficção científica. No entanto, Atwood nega a ideia de que The Handmaid's Tale e Oryx and Crake sejam ficção científica. Ao jornal The Guardian, ela afirmou preferir que sua obra seja considerada ficção especulativa a ficção científica. "Em ficção científica tem monstro e naves espaciais; ficção especulativa poderia realmente acontecer." Para ela, a diferença entre ficção científica e especulativa é que a primeira é algo que nós ainda não podemos fazer. E que a segunda, é sobre assuntos que já estão na nossa frente, e que acontecem na Terra.
Em entrevistas, Atwood já admitiu que obras como The Handmaid's Tale e Oryx and Crake podem ser consideradas 'ficção científica social'.

## Margaret Atwood e o Feminismo
Atwood, que se envolveu no diálogo intelectual feminino no Victoria College, na Universidade de Toronto, frequentemente retrata personagens femininas dominadas pelo patriarcado em seus romances. Ainda assim, ela nega que The Edible Woman, por exemplo, publicado em 1969 e que coincidiu com a segunda onda do movimento feminista, seja feminista e alega tê-lo escrito quatro anos antes do movimento. Atwood acredita que o rótulo feminista só pode ser aplicado a escritores que conscientemente trabalham na moldura do movimento feminista. Em entrevista, Atwood já disse ficar na ponta dos dois extremos. Ela acredita que mulheres não devem ser vistas como inferiores aos homens, mas também não merecem ser vistas com preconceito por escolher ter filhos e um marido.

## The Handmaid's Tale
Um dos livros de maior sucesso de Atwood, The Handmaid's Tale foi lançado em 1985, e desde então nunca deixou de ser publicado. O livro vendeu milhões de cópias no mundo todo. Em um artigo do The Guardian, Atwood escreve: "Alguns livros assombram o leitor. Outros assombram o autor. The Handmaid's Tale fez os dois". O livro tem um teor político muito grande em relação ao controle da vida das mulheres, e se passa em um mundo distópico. O livro chegou a ser banido em escolas, mas originou um filme e até uma ópera. Atwood não concorda com o livro ser uma 'distopia feminista', porque em uma realidade assim todos os homens teriam mais direitos do que as mulheres. Para ela, o livro na verdade é um sistema ditatorial em que homens e mulheres ocupam lugares diferentes na pirâmide. Atwood diz que não esperava o quanto o livro marcaria a vida de tantas pessoas. "Esse é um livro de entretenimento ou uma profecia política? Pode ser os dois? Eu não antecipei nada disso enquanto escrevia o livro".

## Personagens
As personagens nas obras de Atwood são conhecidas pelo grande sofrimento que enfrentam. Mas isso não significa que elas sejam passivas. Em uma entrevista para o The New York Times, Atwood explicou que a inspiração para suas personagens vem da vida real. "Minhas mulheres sofrem porque a maior parte das mulheres com quem eu converso parecem já ter sofrido". Ela acredita que esse tema não é muito discutido porque o sofrimento de uma mulher é visto como algo passivo. Em seus trabalhos mais famosos, as mulheres dos livros triunfam sobre a dor, e se tornam bem sucedidas em suas carreiras.

## Premiações

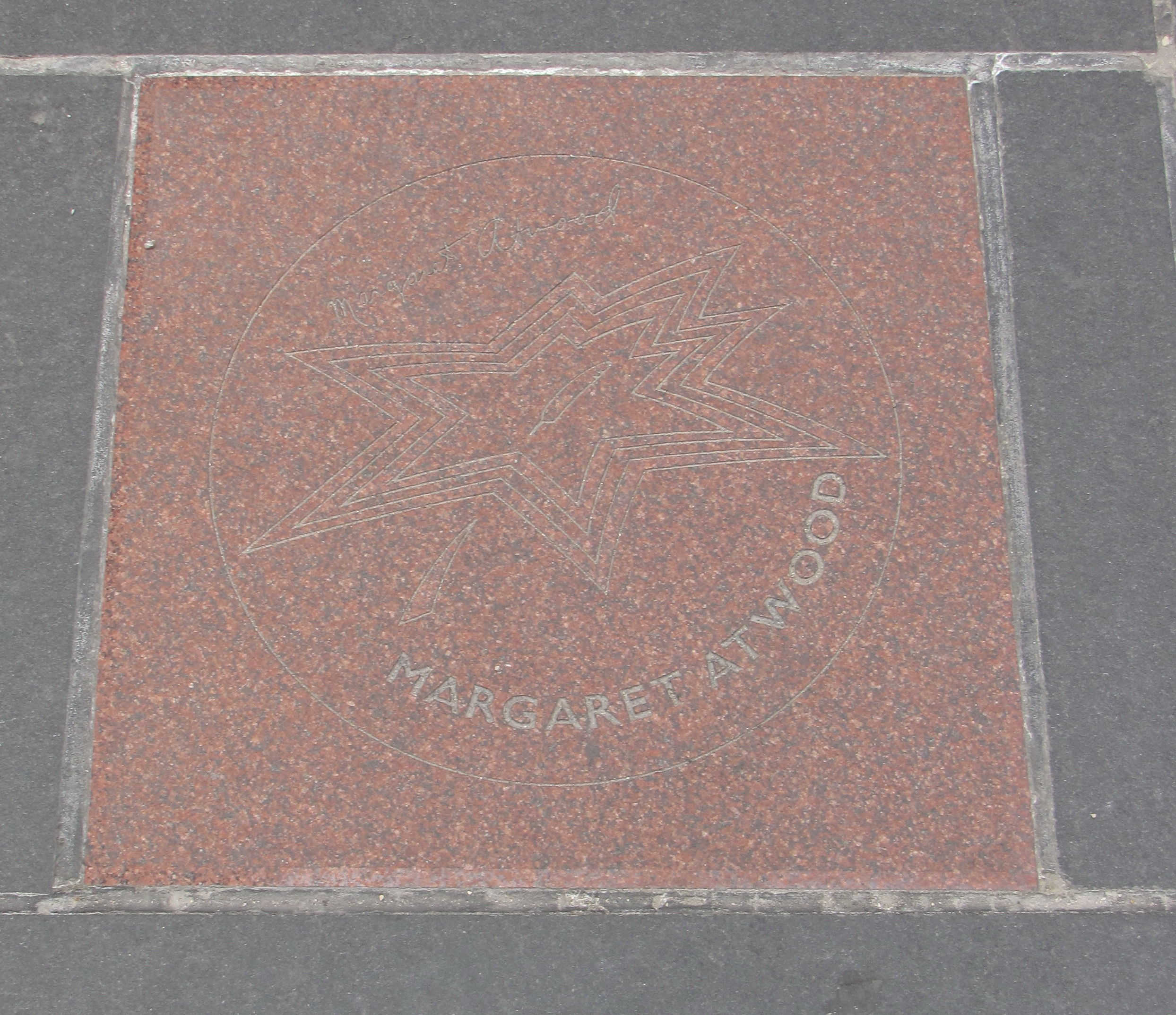
Estrela de Margaret Atwood na Calçada da Fama do Canadá.

Foi ganhadora do Prêmio Arthur C. Clarke e do Prémio Príncipe das Astúrias na categoria "letras". Foi indicada várias vezes para o Booker Prize, tendo o ganhado no ano 2000 com o romance O Assassino Cego, e para o Governor General's Award, vencendo duas vezes.

## Future Library
Atwood foi incluída em um projeto chamado Future Library (Biblioteca do futuro), em que 100 autores escreverão um livro a cada ano em uma coleção que deve ser lançada em 2114. O projeto, que começou em 2014, teve sua estreia com Atwood que se sentiu honrada em fazer parte do projeto. A única informação divulgada pela autora sobre a obra é o nome: Scribbler Moon. Para o The Guardian, Atwood disse que esse projeto parece algo que saiu de um conto de fadas. "É como a Bela Adormecida. Os textos ficarão dormindo por 100 anos e então acordarão e ganharão vida".

## Obras

### Romances
- The Edible Woman (1969) — A mulher comestível. Globo, 1987.
- Surfacing (1972) — O lago sagrado, tradução de Cacilda Ferrante, adaptação de Caio Fernando Abreu. Globo, 1989.
- Lady Oracle (1976) — Madame Oráculo, tradução de Léa Viveiros de Castro. Rocco, 2008
- Life Before Man (1979) — A vida antes do homem, tradução de Léa Viveiros de Castro. Rocco, 1995
- Bodily Harm (1981) — Lesão corporal, tradução de Ana Deiró. Rocco, 2008.
- The Handmaid's Tale (1985) —  A história da aia, tradução de Marcia Serra - 1ª edição. Marco Zero, 1987. O conto da aia, tradução de Ana Deiró. Rocco, 2006. (Ganhador do Prémio Arthur C. Clarke de 1987 e do Governor General's Awards de 1985).[12]
- Cat's Eye (1988) — Olho de gato, tradução de Maria José Silveira, Marco Zero, 2000. Olho de gato, tradução de Léa Viveiros de Castro. Rocco, 2007.
- The Robber Bride (1993) — A impostora, tradução de Eduardo Saló. Livros do Brasil, 1995. A noiva ladra, tradução de  Debora Landsberg. Rocco, 2000.
- Alias Grace (1996) — Vulgo Grace, tradução de Geni Hirata. Rocco, 2008. (Ganhador do Giller Prize de 1996).[13]
- The Blind Assassin (2000) — O assassino cego, tradução de Léa Viveiros de Castro. Rocco, 2001. O assassino cego, tradução de Elisa T. S. Vieira. Bertrand Brasil, 2009. (Vencedor do Booker Prize de 2000).
- Oryx and Crake (2003) — Oryx e Crake, tradução de Léa Viveiros de Castro. Rocco, 2004.
- The Penelopiad (2005) — A odisseia de Penélope, tradução de Celso Nogueira. Rocco, 2005.
- God's Gardeners (2009)
- The Year of the flood (2009) — O ano do dilúvio, tradução de Márcia Frazão. Rocco, 2011.
- MaddAddam (2013)[14] — Maddadão, tradução de Márcia Frazão. Rocco, 2019.
- The Heart Goes Last (2015)
- Hag-Seed (2016) — Semente de bruxa, tradução de Heci Regina Candiani. Morro Branco, 2020.
- The Testaments (2019) — Os testamentos, tradução de Simone Campos. Rocco, 2019.
- Scribbler Moon (2024)

### Poesia
- Double Persephone (1961)
- The Circle Game (1964) — Vencedor do Governor General's Award de 1966.
- Expeditions (1965)
- Speeches for Doctor Frankenstein (1966)
- The Animals in That Country (1968)
- The Journals of Susanna Moodie (1970)
- Procedures for Underground (1970)
- Power Politics (1971)
- You Are Happy (1974)
- Two-Headed Poems (1978)
- True Stories (1981)
- Love songs of a Terminator (1983)
- Interlunar (1984)
- Morning in the Burned House (1996)
- The Door (2007) —  A porta, tradução de Adriana Lisboa. Rocco, 2013.
- Dearly (2020)
- On Cats: An Anthology (2021)

### Contos
- Dancing Girls (1977) — Dançarinas, tradução de Lia Wyler. Rocco, 2003. (Vencedor do Prêmio St. Lawrence).
- Murder in the Dark (1983)
- Bluebeard's Egg (1983) — O ovo do Barba-Azul, tradução de Carlos Ramires. Rocco, 2016.
- Through the One-Way Mirror (1986)
- Wilderness Tips (1991) — Dicas da imensidão, tradução de Ana Deiró. Rocco, 2016.
- Good Bones (1992)
- Good Bones and Simple Murders (1994)
- The Labrador Fiasco (1996)
- The Tent (2006) — A tenda, tradução de Léa Viveiros de Castro. Rocco, 2006.
- Moral Disorder (2006) — Transtorno moral, tradução de Carlos Ramires. Rocco, 2010.
- My Evil Mother (2022)
- Old Babies in the Woods: Stories (2023)

### Livros infantis
- Up in the Tree (1978) — Lá em cima na árvore, tradução de Elvira Vigna. Rocco, 2009.
- Anna's Pet (1980) (com Joyce C. Barkhouse).
- For the Birds (1990) (com Shelly Tanaka).
- Princess Prunella and the Purple Peanut (1995)
- Rude Ramsay and the Roaring Radishes (2003)
- Bashful Bob and Doleful Dorinda (2006)

### Não-ficção
- Survival: A Thematic Guide to Canadian Literature (1972)
- Days of the Rebels 1815-1840 (1977)
- Second Words: Selected Critical Prose (1982)
- Strange Things: The Malevolent North in Canadian Literature (1995)
- Negotiating with the Dead: A Writer on Writing (2002) — Negociando com os mortos: a escritora escreve sobre seus escritos, tradução de Lia Wyler. Rocco, 2005.
- Moving Targets: Writing with Intent, 1982-2004 (2004)
- Writing with Intent: Essays, Reviews, Personal Prose--1983-2005 (2005)
- Curious Pursuits: occasional writing 1970-2005 (2005) — Buscas curiosas, tradução de Ana Deiró. Rocco, 2009.
- Payback: Debt and the Shadow Side (2007) — Payback: a dívida e o lado sombrio da riqueza, tradução de André Costa. Rocco, 2009.